# 대한민국 형사소송법 제258조
대한민국 형사소송법 제258조는 고소인등에의 처분고지에 대한 형사소송법의 조문이다.

## 조문
제258조(고소인등에의 처분고지) ① 검사는 고소 또는 고발있는 사건에 관하여 공소를 제기하거나 제기하지 아니하는 처분, 공소의 취소 또는 제256조의 송치를 한 때에는 그 처분한 날로부터 7일 이내에 서면으로 고소인 또는 고발인에게 그 취지를 통지하여야 한다.
②검사는 불기소 또는 제256조의 처분을 한 때에는 피의자에게 즉시 그 취지를 통지하여야 한다.

第258條(告訴人等에의 處分告知) ① 檢事는 告訴 또는 告發있는 事件에 關하여 公訴를 提起하거나 提起하지 아니하는 處分, 公訴의 取消 또는 第256條의 送致를 한 때에는 그 處分한 날로부터 7日 以內에 書面으로 告訴人 또는 告發人에게 그 趣旨를 通知하여야 한다.
②檢事는 不起訴 또는 第256條의 處分을 한 때에는 被疑者에게 卽時 그 趣旨를 通知하여야 한다.

## 해설
웅ㅇ

## 참고 문헌
- 손동권 신이철, 새로운 형사소송법(초판, 2013), 세창, 2013. ISBN 9788984114081